# Schuttertal
Schuttertal – miejscowość i gmina w Niemczech, w kraju związkowym Badenia-Wirtembergia, w rejencji Fryburg, w regionie Südlicher Oberrhein, w powiecie Ortenau, wchodzi w skład wspólnoty administracyjnej Seelbach. Leży nad rzeką Schutter, ok. 22 km na południe od centrum Offenburga.